# Terza guerra greco-punica
La terza guerra greco-punica ebbe luogo dal 315 al 307 a.C. tra Cartagine ed i suoi alleati da un lato e Siracusa un'altra.

## Contesto
Dopo la seconda lunga guerra, intervallata da una tregua, nel 340 a.C. fu firmata una pace di status quo  nel 340 a.C. Cartagine rimase nella parte occidentale dell'isola e Siracusa continuò a dominare i possedimenti greci a est.
Il tiranno di Siracusa Agatocle riprese le ostilità assediando Messina, una città libera. Questa operazione minacciava lo status quo e il trattato concluso nel 338 tra i Cartaginesi e Timoleone. Cartagine rifiutando l'egemonia di Siracusa in Sicilia, scatenò una guerra divenne inevitabile.

## La guerra
Nel 315 a.C., il tiranno Agatocle di Siracusa si impadronisce della strategica città di Messene (oggi Messina) e quattro anni dopo, invade il dominio cartaginese e assedia Agrakas.
La controffensiva cartaginese recupera quasi l'intera isola nel 310 e consente di assediare Siracusa. Per far fronte a questa difficile situazione, Agatocle decide un'audace strategia per attaccare la città di Cartagine nel Nord Africa. Le truppe cartaginesi che assediano Siracusa furono quindi richiamate ma furono sconfitte prima di Cartagine, che tuttavia non si arrese. Dopo due anni di occupazione, furono sconfitte anche le forze di Siracusa. Agatocle è riuscito a raggiungere la Sicilia dove ha negoziato la pace.

## Conseguenze
Le condizioni di pace tra i Cartaginesi e Agatocle, secondo quanto riferisce Diodoro, prevedevano: la restituzione a Cartagine di tutte le città puniche di Sicilia; l'apporto di Cartagine ad Agatocle della cifra di 300 talenti d'argento (secondo Timeo furono 150) e 20 000 medimni di grano. A questo punto Agatocle rivolse le sue mire alle Eolie, all'Italia e all'Adriatico, dove condusse diverse campagne militari.